# 72e bataillon du génie
Pour les articles homonymes, voir Bataillon du génie.
Le 72e bataillon du Génie est créé en 1943 au camp du Lazaret à Port Saint-Louis du Sénégal. Il est dirigé vers le Maroc et stationne à Port-Lyautey en novembre 1943.

## Création et différentes dénominations
- Créé le 1er juin 1943.
- Dissous le 29 février 1944, ses éléments forment le 1er mars 1944 avec le 17e Régiment de Tirailleurs Sénégalais, le 17e régiment colonial du génie.
- Créé le 1er octobre 1945. Porte l'épithète Colonial de septembre 1947 à août 1949.
- Dissous le 30 septembre 1955.
- Créé le 13 mars 1957(ex 294e Bataillon d'infanterie)
- Dissous le 31 août 1965.

En Indochine le 7 février 1946 au 16 juillet 1955. Le bataillon se rassemble à Tourane et quitte l’Indochine le 16 juillet 1955, à destination de l’Algérie où il est dissous. La totalité du personnel passe alors au 19e régiment du Génie pour y devenir le 3e bataillon.
En Algérie du 13 mars 1957 au 31 août 1965. Le 72e bataillon du génie en Grande Kabylie. En troisième formation, le bataillon est stationné en grande Kabylie, à Dra-el-Mizan. En fait, il s'agit du 294e Bataillon d'infanterie. Par modification nominale, il est désormais le 72e bataillon du Génie. Dans le secteur de la 14e DI puis de la 27e DIA, il participe avec elle à toutes les opérations. La 72/1, également connu pour être le commando de chasse PARTISAN 06, fait partie de la réserve opérationnelle de la division. Elle est très fréquemment employée comme unité de fantassins et se spécialise rapidement dans la recherche, la destruction de caches rebelles et le combat de grotte. 
De 1961 à 1962 il est commandé par le colonel Jacques Delplancq (1920-2012) qui terminera général de brigade.
Après les accords d'Evian, le bataillon rejoint Mers-El-Kébir en avril 1962. Le 1er juillet 1965, il quitte l'Algérie pour rejoindre Kehl afin d'y être dissous le 31 août. La totalité du personnel passe alors au 33e régiment du génie.
Il sera reformé sous le nom de 72e Régiment du Génie (1982-1996).

## Drapeau
Le drapeau du régiment porte, cousue en lettres d'or dans ses plis:
- Indochine 1946-1954
- AFN 1952-1962

## Décorations

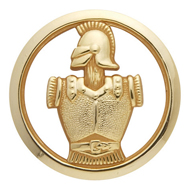
Insigne de béret du génie

Sa cravate est décorée de la Croix de guerre des TOE une palme, une étoile de vermeil.

## Devise
Réaliser en fonçant

## Insigne
Ecu noir et rouge broché d’une cuirasse, sommée du nombre 72 et d’une ancre.